# Тодес
То́дес (от нем. Todesspirale — спираль смерти) — элемент парного фигурного катания на льду, когда партнёрша описывает спираль вокруг партнёра.

## Требования к выполнению тодеса
Во время исполнения заключительной позиции, когда партнёрша находится в положении самого тодеса (начинается в начале кривой въезда, когда один из партнёров находится на одной ноге на ребре тодеса, а другой партнёр также находится на одной ноге или в позиции, такой, как кораблик, пистолетик и т. д.), оба партнёра должны выполнить минимум один (1) оборот в позиции полного тодеса, когда колени партнёра явно согнуты. Для получения более высокого уровня партнёр должен находиться в низкой позиции циркуля (нижняя поверхность его ягодиц не выше верхней поверхности колена, опирающейся на зубец занятой ноги). Одновременно партнёрша должна скользить в тодесе на чистом ребре, причем её тело и голова должны находиться близко к поверхности льда, но партнёрша не должна касаться льда головой или помогать себе свободной рукой или другой частью тела (что является грубой ошибкой). Вес тела партнёрши поддерживается скользящим по льду ребром конька и хватом руки партнёра. Партнёр может находиться в центрированной позиции с полностью вытянутой рукой. Возможны вариации хвата и позиции циркуля (назад или вперёд).

## Типы тодесов
По положению на льду конька партнёрши различают:
- Тодес вперёд-внутрь — партнёр скользит назад на наружном ребре, партнёрша — вперед на внутреннем ребре. Партнёр исполняет циркуль и держит руку партнёрши полностью вытянутой рукой, одноименной с его скользящей ногой. Партнёрша наклонена вбок ко льду, и её рука полностью вытянута, когда она движется по кругу вокруг партнёра в этой позиции. Разрешена любая вариация позиции партнёра при сохранении им позиции циркуля, как она определена, и скольжении партнёрши вокруг партнёра на внутреннем ребре.
- Тодес вперёд-наружу (исполняется очень редко) — то же, что для тодеса вперед внутрь, но партнёрша движется по кругу вокруг партнёра вперед на чётком наружном ребре.
- Тодес назад-наружу — оба партнёра скользят назад наружу. Партнёр исполняет циркуль и держит руку партнёрши полностью вытянутой рукой, одноименной с его скользящей ногой. Партнёрша наклонена назад ко льду и её рука полностью вытянута, когда она движется по кругу вокруг партнёра в этой позиции. Разрешена любая вариация позиции партнёра при сохранении им позиции циркуля, как она определена, и скольжении партнёрши вокруг партнёра на наружном ребре.
- Тодес назад-внутрь — то же, что для тодеса назад наружу, но партнёрша движется по кругу вокруг партнёра назад на чётком внутреннем ребре, наклоняясь ко льду.

- Тодес вперёд-внутрь
- Тодес назад-внутрь
- Тодес назад-наружу
- Тодес назад-наружу. Партнёрша в сложной позиции — касается свободной рукой конька.

## Тодес в нынешней судейской системе
Согласно судейской системе, введённой в сезоне 2004/05, тодес в протоколах обозначается как «Ds», с указанием типа тодеса до аббревиатуры «Ds» и уровнем элемента после, например, BiDs3 — тодес назад-внутрь 3 уровня.
Обозначения для типов тодесов:
| Тип           | Аббревиатура |
| ------------- | ------------ |
| Вперёд внутрь | FiDs         |
| Вперёд наружу | FoDs         |
| Назад внутрь  | BiDs         |
| Назад наружу  | BoDs         |

Согласно изменениям в Специальных и Технических Правилах, принятых 53-м Конгрессом ИСУ, у взрослых тодес в произвольной программе должен отличаться от предписанного в короткой.